# Aleksandr Bondar
Aleksandr Igorevich Bondar (Александр Игоревич Бондарь; Lugansk, 25 de outubro de 1993) é um saltador russo.

## Carreira
Nascido na Ucrânia, representou seu país de origem nos Jogos Olímpicos de Verão de 2012 em Londres. No entanto, no início da temporada 2012-13, ele teve uma lesão no ombro que limitou seu treinamento. Após se naturalizar russo em outubro de 2015, foi nomeado Mergulhador Masculino do Ano da Liga Europeia de Natação de 2019. Em 2021, conquistou a medalha de bronze nos Jogos Olímpicos de Verão de 2020 em Tóquio na prova de plataforma de 10 metros sincronizado masculino ao lado de Viktor Minibaev como representantes do Comitê Olímpico Russo sob a insígnia dos Atletas Olímpicos da Rússia (ROC).